# 雷塔盧萊烏省
雷塔盧萊烏省 （西班牙語：Departamento de Retalhuleu）是瓜地馬拉西南部的一個省份，西南臨太平洋。面積1,856平方公里，人口241,411人。首府雷塔盧萊烏。
1877年10月16日建省，下分九個自治市。